# Fontenay-lès-Briis
Fontenay-lès-Briis è un comune francese di 1 867 abitanti situato nel dipartimento dell'Essonne nella regione dell'Île-de-France.

## Società

### Evoluzione demografica
Abitanti censiti